# Reproductor de medios

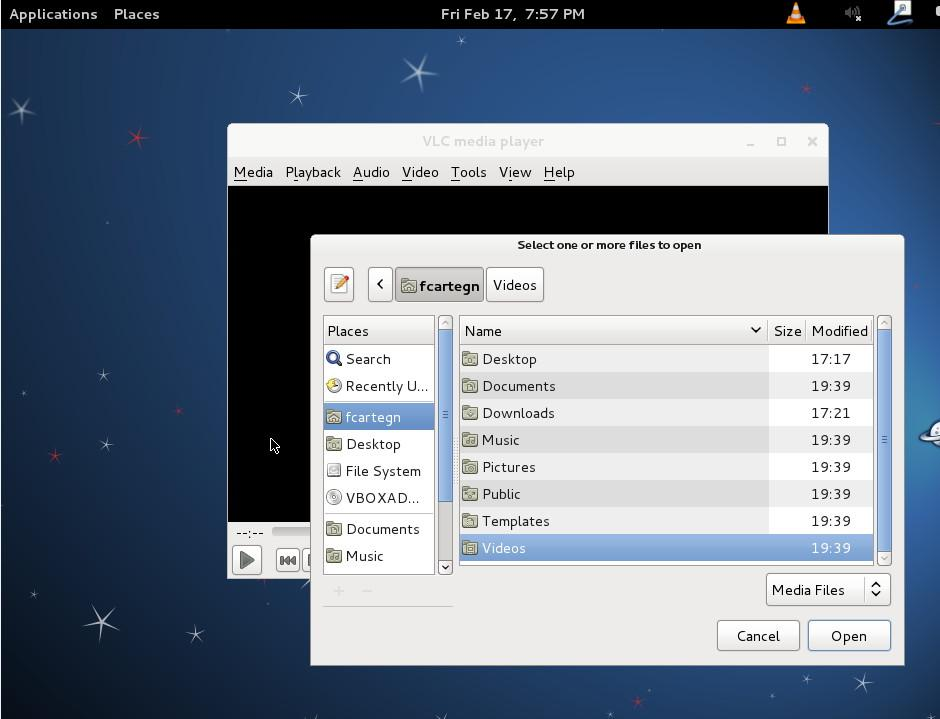
El reproductor multimedia VLC media player.

Un reproductor multimedia, reproductor de medios o simplemente reproductor es un programa informático o un dispositivo capaz de mostrar un abanico de contenidos audiovisuales. Por norma general, esto incluye la reproducción de sonido, vídeo e imágenes.
De esta manera, el reproductor de medios permite el disfrute personal de música, videoclips, películas, fotografías, etc.

## Programas
Existen multitud de programas informáticos que pueden denominarse reproductores de medios, si bien difieren en funcionalidades y popularidad. Los siguientes programas están dirigidos a la reproducción de música y vídeo en un equipo de escritorio:
| - AIMP - AllPlayer - AlShow - Amarok - Reproductor, para Linux, Windows, Mac Os, y cualquier otra plataforma admitida por el entorno de escritorio KDE. - AVSPlayer - Banshee - BSPlayer - DAPlayer - Divx To Go - DragonPlayer - FLV Media Player - GOM Player - Haihaisoft Universal Player - Reproductor de Medios basado en Windows Media Player 11. - Kantaris - Reproductor, basado en VLC. - MacAmp - Reproductor multimedia de Nullsoft para Mac OS. - Media Player Classic K-Lite Home Cinema - Reproductor de Medios basado en Windows Media Player 6.4. Soporta aceleración por hardware H.264 | - Miro- Programa multiplataforma (Linux, Mac, Windows) - MPlayer - Oozic Player - Reproductor de MP3 de Creative Technology, con efectos visuales. - QuickTime - Real Player - SPlayer - Songbird - The Core Pocket Media Player - The KMPlayer - Reproductor basado en Winamp. - Totem - UMPlayer - Reproductor básico con buscador de vídeos de Youtube. - VLC media player - Winamp - Reproductor multimedia de Nullsoft para Windows. - Windows Media Player - Reproductor multimedia de Microsoft para Windows. - Xine - Zoom Player |

## Dispositivos portátiles
También existen diversos dispositivos portátiles capaces de reproducir música y vídeo a través de una pequeña pantalla a color.